# Centrolene lynchi
Centrolene lynchi è un anfibio anuro appartenente alla famiglia Centrolenidae, endemico della provincia di Risaralda, nel sud della Colombia e della provincia del Pichincha, in Ecuador. È considerata in pericolo perché l'areale di diffusione è limitato e soggetto a azioni di antropizzazione.

## Tassonomia
In uno studio sugli anfibi dell'Ecuador del 2020  vendono inserite come sinonimo di
questa specie C. gemmatum e C. scirtetes, precedentemente considerate specie valide.